# Plummet Glacier
Plummet Glacier är en glaciär i Antarktis. Den ligger i Östantarktis. Nya Zeeland gör anspråk på området. Plummet Glacier ligger 1 314 meter över havet.
Terrängen runt Plummet Glacier är bergig österut, men västerut är den kuperad. Plummet Glacier ligger uppe på en höjd. Trakten är obefolkad. Det finns inga samhällen i närheten. 